# Brennabor

Brennabor (Бреннабор) — з 1871 року німецький виробник дитячих візків, велосипедів, мотоциклів, автомобілів та автобусів. Штаб-квартира розташована в місті Бранденбург. У 1919 році компанія увійшла в концерн Gemeinschaft Deutscher Automobilfabriken. У 1933 році компанія припинила виробництво автомобілів.

## Едуард Райхштайн. Заснування компанії
Історія фірми сягає ще в 1835 рік, коли Едуард Райхштайн відкрив свій бізнес — Gründer Eduard Reichstein в Бранденбурзі-на-Хафелі. Його фірма виготовляла і продавала плетені кошики. 11 квітня 1871 року його сини: Адольф, Карл і Герман, які взяли бізнес в свої руки, почали виробляти дитячі візки, до речі, люльки у них були плетеними, через рік продукцію доповнили дитячі санки і 3-колісні дитячі велосипеди. У 1874 році брати перейменовують фірму, яка ще носить ім'я батька, в Gebrüder Reichstein (Брати Райхштайн). У 1882 році із запчастин, закуповуваних в Англії, фірма починає будувати велосипеди з великим переднім колесом, які продавались під маркою Bicycles, а вже через 9 років починають продавати свою велосипедну продукцію під назвою Rover, проте на наступний рік ця назва змінюється на Brennabor (старовинна назва Бранденбурга). У 1896 році торгова марка велосипедів послужить основою для перейменування компанії, тепер підприємство братів носить назву Brennabor-Werke — Gebr. Reichstein Brandenburg/Havel, до речі, в цей час фірма є найбільшим в Європі виробником дитячих візків.
У 1900 році, коли фірма була найбільшим виробником велосипедів, випускаючи по 40 000 примірників на рік, її знову перейменували, цього разу в Gebr. Reichstein Brennabor-Fahrrad-Werke (Велосипедний завод Бреннабор братів Райхштайнів). В цей же час інженер фірми Альберт Хаген починає роботу над проектом першого автомобіля, а через рік у виробничій програмі фірми з'являються перші мотоцикли.

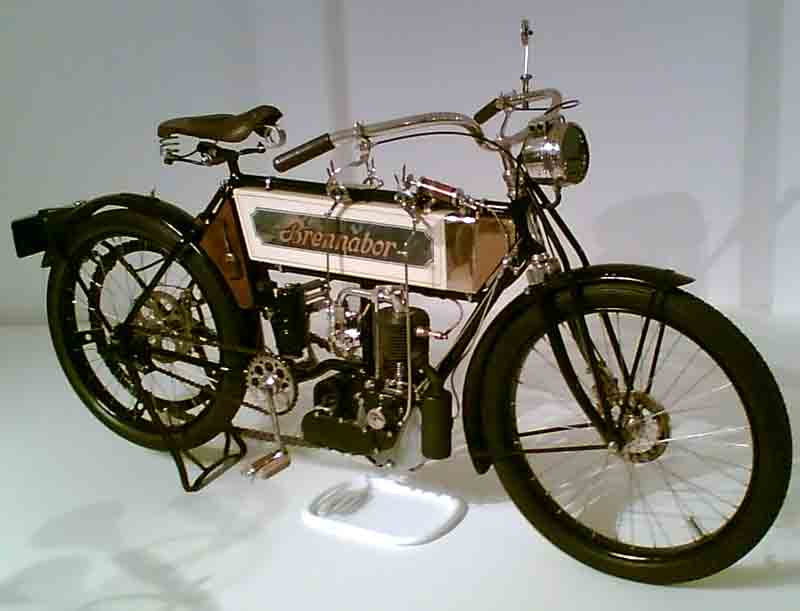
Brennabor 2PS

Мотоцикли нічим не відрізнялися від їхніх сучасників, по суті, це були ті ж велосипеди, на які встановили мотори, мотоцикли Brennabor оснащувалися або швейцарськими двигунами Zedel, або німецькими Fafnir.

## Початок виробництва автомобілів
У 1903 році Хаген нарешті побудував перший прототип 3.5/8PS, який був оснащений 2-циліндровим 900-кубовим мотором фірми Fafnir.

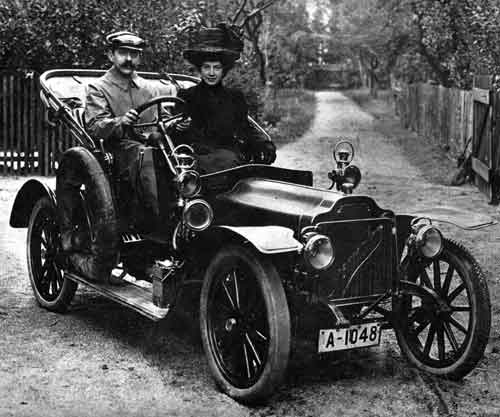
Brennabor Typ A1 3.5/8PS

Проте машина пішла в серію лише в 1905 році, зазнавши модернізації зовнішнього вигляду, технічна начинка автомобіля залишилася колишньою. Серійний первісток фірми отримав назву Brennabor Typ A1.
Через кілька років модельний ряд фірми доповнив 3-колісний транспорт Brennaborette, який випускався в пасажирському та вантажному виконанні, такі 3-колісники були популярні в той час, вони оснащувалися 1-циліндровими моторами Fafnir, об'ємом 450 кубів.
У 1908 році біля керма автомобільного відділення стає Карл Райхтштайн Молодший, онук засновника компанії і син Карла Райхштайна. Тоді ж з'являються нові моделі, які оснащені 4-циліндровим мотором Fafnir: 6/12PS з 1.5 л і 6/14PS з 2-літровим мотором, до речі, мотори тільки дебютували в цьому році. Крім легкового варіанту, з'являється і вантажівка на базі 4-циліндрової моделі, також вантажний варіант отримує 2-циліндрова модель, тільки назва у неї змінюється на Typ A2 3.5/8PS.
Оскільки Карл Молодший був завзятим гонщиком, то і автомобільне відділення фірми почало брати участь у спортивних заходах, використовуючи 4-циліндрові моделі.

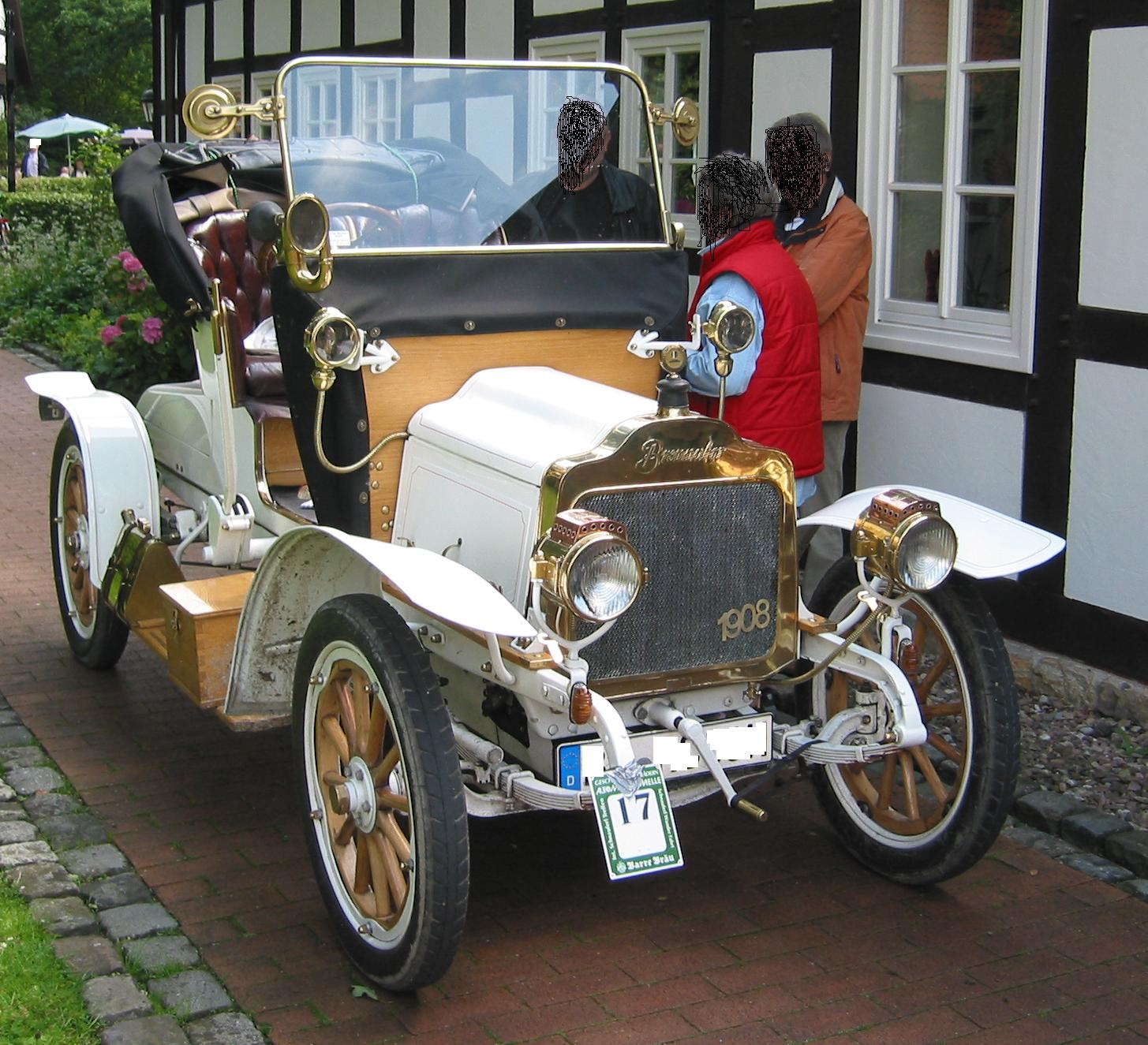
Brennabor Typ A1 3.5/8PS

У 1909 році будується автомобіль з 2.5 л 4-циліндровим двигуном, який бере участь в гонках на «Приз Принца Генрі».
У 1910 році Карл вирішує запустити в серію цивільну версію цієї машини, але мотор був дефорсований з 24-х до 20 сил.
З цього часу починаються роботи по впровадженню моделей, які використовували б мотори власної конструкції, і незабаром такі з'являються: Typ C 6/18PS з 1.6 л мотором і крупніший Typ G 8/22PS з 2.0 л, тим часом для гонок на «Приз Принца Генрі» в цей раз будуються обтічні кузови на модель Typ D, було побудовано три машини, однією з яких керував Карл, а другою — його брат — Вальтер.
Через рік для гонок в Бруклендсі будується спортивна модель 20/24PS Brooklands, яка була оснащена 3.8 л мотором, завдяки низькій вазі машини (840 кг), володіючи не найбільш потужним мотором, машина могла розвивати 140 км/год. Попередня ж гоночна модель Typ D бере в цьому році участь у російському автомарофоні на «Приз Імператора Росії», від фірми було виставлено два екіпажі, першим керував безстрашний керівник відділення — Карл Райхштайн, а другим екіпажем керував Шик.

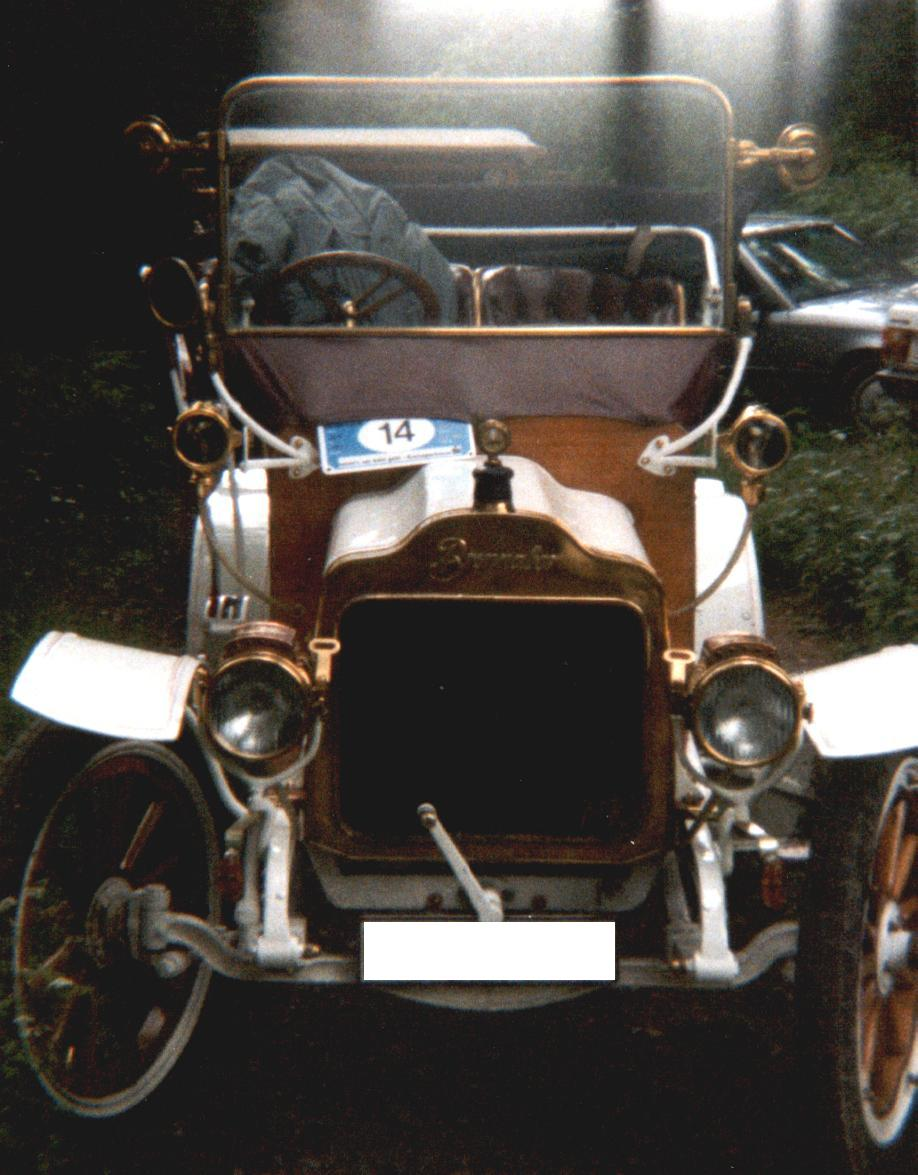
Brennabor Typ A1 3.5/8PS

У 1911 році Typ D знімається з виробництва, а щоб розширити модельний ряд, до двох Typ C і Typ G, що залишилися, додають більш дрібні Typ B 5/12PS з 1.3 л мотором, місце моделі D займає Typ F 10/28PS з 2.5 л двигуном, і на базі Typ C з'являється варіант з подовженою базою — Typ L 6/18PS з тим же 1.6 л мотором, до речі, останній з кузовом лімузин був придбаний принцом Леопольдом Баварським.
У 1912 році знімають з виробництва модель С, а через рік слідом за нею і В, в 1914 році їх місце займає нова модель з 1.5 л мотором — Typ M 6/16PS, проте війна, що почалася, ставить хрест на виробництві автомобілів, завод обладнують під виробництво військової амуніції: снарядів, патронів, гранат і т. д.. Однак мотоциклетне виробництво тривало, також для потреб армії виготовлялися і велосипеди.

## Brennabor у складі концерну Gemeinschaft Deutscher Automobilfabriken

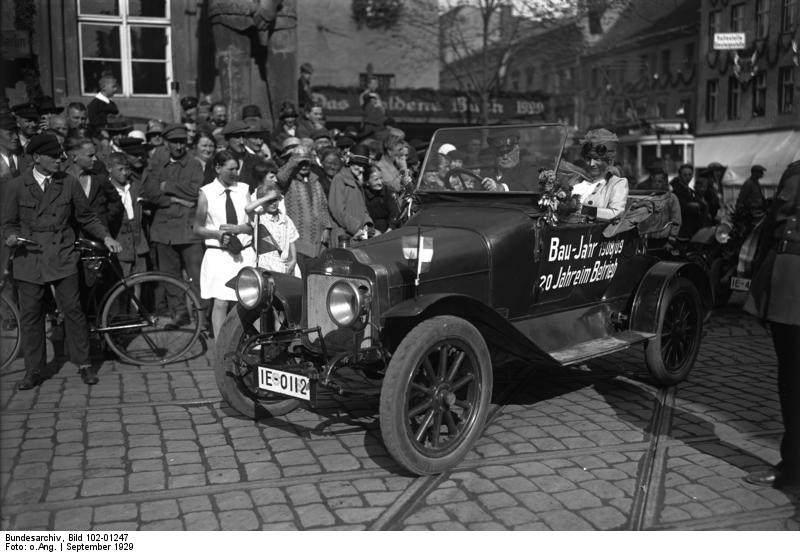
Brennabor Typ Р 8/24PS

Після війни продовжилося виробництво мотоциклів, фірма збиралася відновити й автомобільне виробництво. Тут Зигмунд Мейер виступає з пропозицією створити Асоціацію німецьких автомобільних заводів (Gemeinschaft Deutscher Automobilfabriken), куди входили б N.A.G., Hansa-Lloyd і Brennabor. Новинкою стала поява моделі Typ P 8/24PS, яка мала новий 2.1 л мотор і 4-ступінчасту коробку передач. Однак її серійне виробництво було запущено лише в 1921 році.
Через рік з'являється молодша модель — Typ S 6/20PS з 1.6 л мотором і 3-ступінчастою коробкою передач. У цей час не забувається і спортивна кар'єра, для гонок на трасі Avus будується кілька болідів, як на базі Typ P, так і на базі Typ S. На «Тип П» було заявлено 3 екіпажі, з яких один приходить першим у своєму класі, а молодші моделі, на жаль, цього разу не показали значного результату. У 1922 році також поновлюється виробництво комерційного транспорту, який припинили випускати ще в 1913 році.
Тим часом в 1923 році на завод встановлюють конвеєр і починається збірка до ста машин в день, що стає найкращим результатом у Німеччині на той момент. Через два роки (в 1925 році) машини модернізують, з'являється Typ PW 8/32PS, який був оснащений тим же 2.1 л мотором, але форсованим до 32 к.с., коробка передач тепер була встановлена по центру кузова, а також Typ R 6/25PS, який змінив Typ S. Від попередника він відрізнявся більш потужним мотором (25 к.с.), а також збільшеною базою і колією коліс, що призвело до збільшення габаритів машини.
Всі післявоєнні моделі мали після найменування ще й цифру, за якою ховався тип кузова. Так, наприклад, у Typ R цифра 8 позначала кузов лімузин, цифра 7 — купе і т. д.
У цьому ж році починається виробництво автобусів, причому, нововведенням стає автобус з низькою підлогою, який призначений для полегшення посадки інвалідів, літніх людей і молодих мам з візочками (виробництво власних було відразу відновлено після війни).
У 1927 році відбувається зміна моделей, так замість молодшої моделі з'являється Typ Z 6/25PS, яка технічно повторює попередника, і навіть побудована на його шасі, але у машини була інша конструкція підвіски, так звана «underslung», що дозволяє робити машину нижчою. Замість «Типу PW» запускають більшу серію A, яка оснащувалася 6-циліндровим мотором, об'ємом 2.5 л. Первістком цієї серії став Typ AL 10/45PS, який випускався тільки з кузовом пульман-лімузин.
У цей період фірма випускає по 120 автомобілів на день, проте «Опель» вперше випереджає ці показники і тепер займає лідируюче положення в Німеччині.
У 1928 році з'являється більш коротка і полегшена версія 6-циліндрової моделі — Typ AK, яка була оснащена або кузовом седан, або кабріолет. Також з'являються дві версії, які були аналогічні за кузовами, але які були оснащені більшим і потужним 3.1 л мотором, це Typ ASL і Typ ASK. У тому ж році ASK взяли участь в Альпійських гонках і виграли їх, після чого за машиною закріпилася назва Alpensieger.

## Самостійна компанія Brennabor
У цьому ж році союз GDA розпадається, оскільки продажі б'ють рекорди, кожна фірма хоче незалежності і працювати поза рамками угод.
У 1929 році, коли вибухнула світова економічна криза, з'явилися нові моделі. Новий Ideal Typ N повторював Typ Z, різниця була в збільшеному до 1.64 л моторі, який тепер розвивав 30 сил. Серія AK/AL була замінена новою моделлю Juwel 6 і Juwel 6 Extra, яка, по суті, була тією ж машиною, тільки цього разу стався даунгрейт, так замість 4-ступінчастої коробки була встановлена 3-ступінчаста, також ціна нової машини виявилася нижчою попередника, звичайна версія і Екстра відрізнялися тільки довжиною кузовів, різниця становила 10 см, але при цьому база залишилася колишньою, обидва варіанти випускалися з кузовами: 4-дверний пульман-лімузин, 4-дверний кабріо-лімузин (фаетон) і 2-дверний кабріолет.
Моделі з 3.1 л мотором також пережили зниження цін і відповідний даунгрейт, на них також встановили 3-ступінчасту КПП, ці машини перейменували в Typ AFL 12/55PS і Typ AFK 12/55PS, причому з рейтингів пропала відкрита версія, і ці машини пропонувалися тільки в закритих версіях: пульман і лімузин (седан).
А в гоночному світі в той рік була нова подія, Альпійські гонки мали міжнародне значення, оскільки в цьому році відразу чотири країни стали організаторами гонок: Швейцарія, Німеччина, Італія і Франція, перші міжнародні Альпійські гонки виграли автомобілі фірми Brennabor, це були два екіпажі, обидва управлялися Фріцами, у першому прізвище було Бакаш, у другого — Ленерт.
До 1930 року, не дивлячись на спад виробництва, готують нову модель, оснащену восьмициліндровим мотором, об'ємом 3.4 л і потужністю 60 сил. Однак, не дивлячись на те, що це був найдешевший 8-циліндровий автомобіль на німецькому ринку, продажі його йшли дуже мляво.

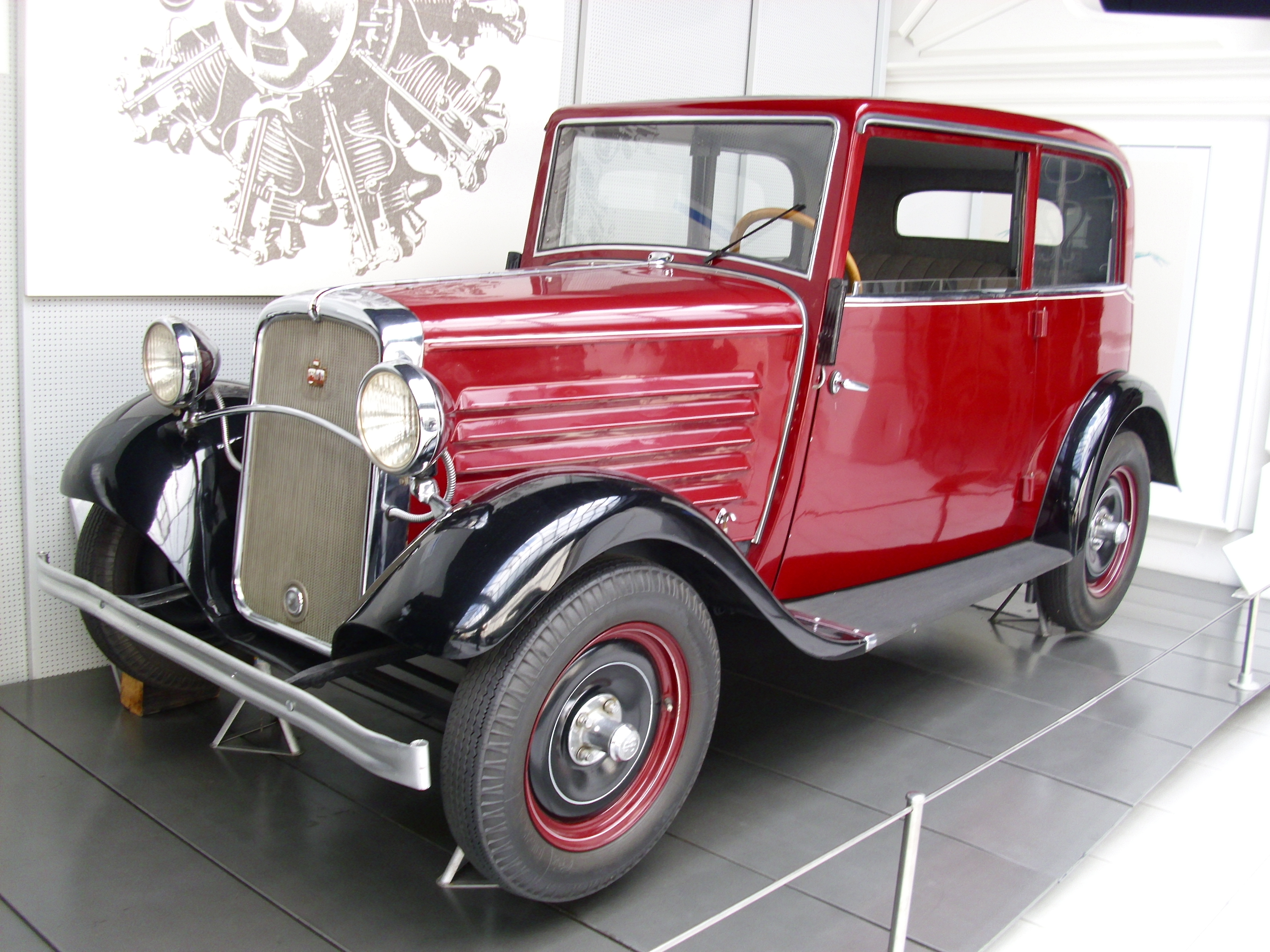
Brennabor Typ C 4/20PS Limousine

Тоді до 1931 року було вирішено перейти в розряд виробників, що пропонують дуже дешеві й доступні машини, тобто малолітражки. Так з'являється Typ C 4/20PS, оснащений однолітровим мотором, конструкція якого повторювала новий 8-циліндровий мотор.
Крім цих двох машин, з'явилася збільшена версія Typ N Ideal 7/30PS — Typ N Ideal Extra 7/30PS. Від базової моделі ця машина відрізнялася збільшеною довжиною і шириною кузова, також модель Екстра отримала 6-місний кузов типу універсал.

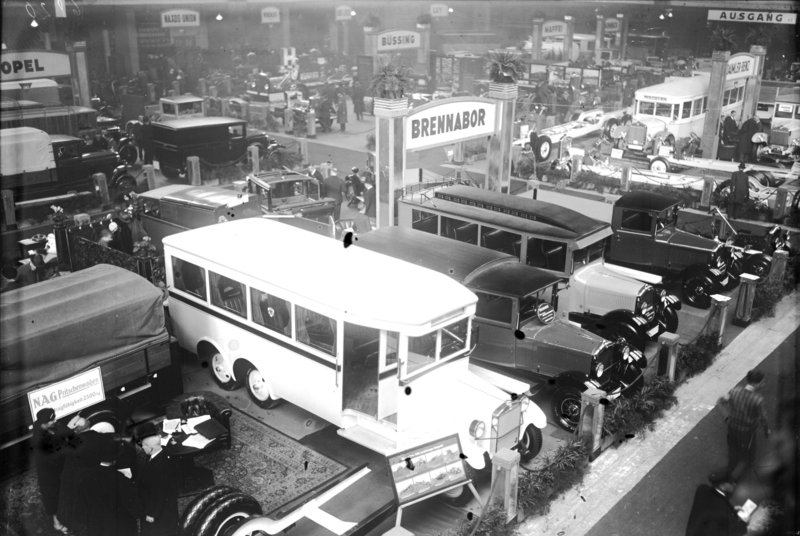
Виставка продукції Brennabor

Однак далеко не ці машини викликали інтерес у публіки, а створений за ліцензією конструкторських напрацювань фірми Voran, яка вже до цього моменту увійшла до складу фірми N.A.G., — Juwel 6 Front. Планувалося запустити в серію передньопривідну машину з використанням вузлів від Juwel 6, головною родзинкою машини було навіть не використання переднього приводу, а те, що планувалося цю машину оснащувати радіоприймачем, який на той час не був у кожній родині, а про авторадіо взагалі не думали. Однак цей автомобіль, як і передньопривідний N.A.G.-Voran, залишився на стадії прототипу, оскільки грошей на запуск його в серію не було знайдено. До того ж продажі серійних машин йшли мляво, так 8-циліндрових машин за весь час було побудовано не більше 100 екземплярів, а більш доступний Тур C розходився всього в кількості 350 екземплярів на рік.

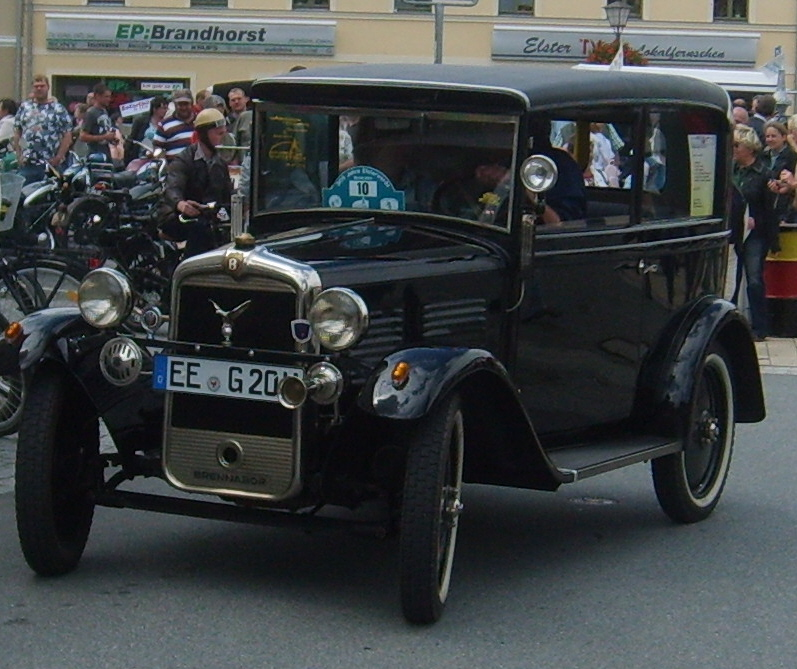
Brennabor Typ C 4/20PS Limousine

У 1932 році фірма оголосила про свою ліквідацію, цілих вісім місяців цехи простоювали, нарешті сімейне підприємство було переформовано в акціонерне товариство, і випуск продукції відновився. Однак з автомобілів зі старим ім'ям в серії залишився тільки Тур N Ideal Extra 7/30PS, решту продукції склали нові машини, так 1 л модель була перероблена, її база коліс була збільшена, також були збільшені ширина і довжина кузова, мотор був форсований до 22 к.с., вона отримала новий індекс — Typ D 4/22PS.

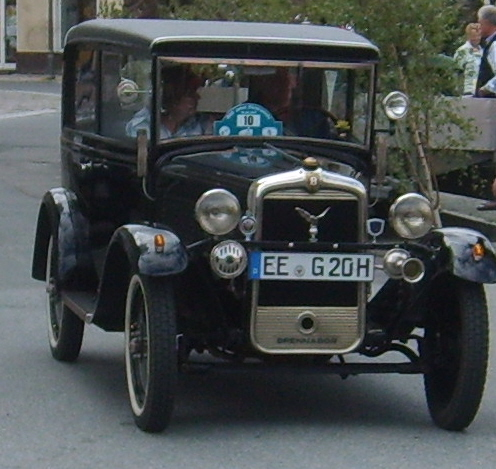
Brennabor Typ C 4/20PS Limousine

Серія Juwel була знята з виробництва, як 6-, так і 8-циліндрові версії, замість цієї моделі з'явився Typ E 8/38PS, який оснащувався новим 2-літровим 6-циліндровим мотором, як трансмісію, на відміну від попередника, встановили 4-ступінчасту коробку передач.

## Припинення виробництва автомобілів
Однак незабаром з'явилася більш потужна версія з мотором 2.5 л від попередньої моделі. Але оскільки продажі машин були мізерні, наприклад, тільки Typ E/F було продано близько 200 екземплярів, а малолітражок Typ D — всього 1000 машин, то в грудні 1933 року нове керівництво оголосило про припинення виготовлення автомобільної продукції, у тому числі і комерційних автомобілів, які випускалися весь цей час паралельно з легковими. Завод продовжив виробляти велосипеди, легкі мотоцикли з двигунами фірм Fichtel & Sachs, дитячі візочки і санки, а також розширив виробничу програму педальними автомобілями для дітей.

## Закриття компанії
Коли до влади приходить Гітлер, який починає нарощувати військову міць країни, фірма починає випускати і військову продукцію, зокрема боєприпаси, а в 1936 році навіть відкриває дочірнє підприємство, яке і займається виробництвом продукції для Вермахту — Havelwerke GmbH. З початком війни завод продовжив виробництво велосипедів, в тому числі і складних для десантних військ, також сильно використовувалася рабська праця взятих у полон громадян окупованих країн, в 1945 році завод був сильно зруйнований в ході бомбардування, після війни завод потрапив у розпорядження радянської військової адміністрації, так що за замовленням Радянського Союзу завод продовжив випуск велосипедів і дитячих педальних машин марки Brennabor, проте в 1948 році все обладнання було демонтовано і вивезено в СРСР, а на території заводу був заснований Brandenburger Traktorenwerk, тобто Бранденбурзький тракторний завод, який випускав бульдозери і колісні трактори, а також обладнання до них до середини 60-х, після чого підприємство перейшло на випуск агрегатів для вантажних автомобілів, в 1991 році влившись в концерн ZF. Однак в 2001 році польська фірма FHMM Sp почала виробництво велосипедів під маркою Brennabor, і рекламує свою продукцію, як виробник, який випускає велосипеди під цією маркою з 1892 року.
В 20-30 роки загальною складністю було випущено близько 70 000 автомобілів, до наших днів дійшло лише близько 60 машин цієї марки.

## Список автомобілів Brennabor
- 1905 — Brennabor Typ A1
- 1907 — Brennabor Brennaborette
- 1908 — Brennabor 6/12PS
  - Brennabor 6/14PS
  - Brennabor Typ A2
- 1910 — Brennabor Typ D
  - Brennabor Typ C
  - Brennabor Typ G
- 1911 — Brennabor Typ B
  - Brennabor Typ F
  - Brennabor Typ L
- 1914 — Brennabor Typ M
- 1919 — Brennabor Typ P
- 1922 — Brennabor Typ S
- 1925 — Brennabor Typ PW
  - Brennabor Typ R
- 1927 — Brennabor Typ Z
  - Brennabor Typ AL
  - Brennabor Typ AK
- 1928 — Brennabor Typ ASL
  - Brennabor Typ ASK
- 1929 — Brennabor Ideal Typ N
  - Brennabor Juwel 6
  - Brennabor Juwel 6 Extra
  - Brennabor Typ AFL
  - Brennabor Typ AFK
- 1930 — Brennabor Juwel 8
- 1931 — Brennabor Typ C
  - Brennabor Ideal Extra Typ N
- 1933 — Brennabor Typ D
  - Brennabor Typ E
  - Brennabor Typ F